# Rasa de Vallbona
La Rasa de Vallbona és un torrent afluent per l'esquerra del Torrent de Davins, al Bages.

## Municipis per on passa
El curs de la Rasa de Vallbona transcorre íntegrament pel terme municipal de Navars.

## Xarxa hidrogràfica
La xarxa hidrogràfica de la Rasa de Vallbona està constituïda per 6 cursos fluvials que sumen una longitud total de 5.680 m.

### Distribució municipal
El conjunt de la seva xarxa hidrogràfica transcorre íntegrament pel terme municipal de Navars.